# Cnaeus Hosidius Geta
Pour les articles homonymes, voir Hosidius Geta (homonymie).
Cnaeus Hosidius Geta est un général et consul romain du Ier siècle ap. J.-C.

## Biographie
Cnaeus Hosidius Geta appartient à une famille italique, originaire d'Histonium, port sur la mer Adriatique au pays des Frentani (aujourd'hui Vasto, dans les Abruzzes).
Il est légat propréteur de rang prétorien en Maurétanie en 42, lors de la conquête de ce royaume, après l'assassinat du roi Ptolémée de Maurétanie ; il succède à Caius Suetonius Paulinus. Le nom de Cn. Hosidius Geta se rencontre chez les Salenses (habitants de Sala Colonia, sur le site de Rabat), ce qui montre que la citoyenneté romaine a été accordée à des habitants de cette ville à l'époque du gouvernorat de ce personnage.
Il réussit à poursuivre le prince maure Salabus jusque dans le désert et à obtenir sa reddition.
Il est Consul suffect de Juillet à Décembre 47 avec Titus Flavius Sabinus en Juillet/Aout, Lucius Vagellius en Septembre/Octobre et Caius Volasena Severus en Novembre/Décembre.